# Cytosporina
Cytosporina è un genere di funghi ascomiceti.

## Specie
- Cytosporina citriperda
- Cytosporina crataegi
- Cytosporina ludibunda